# Stefan Horngacher
Stefan Horngacher, avstrijski smučarski skakalec, * 20. september 1969,Wörgl, Avstrija.
V svetovnem pokalu je tekmoval od leta 1988 do leta 2002.
Na svetovnem prvenstvu v Val di Fiemmeju leta 1991 je osvojil ekipno zlato medaljo skupaj z Ernestom Vettorijem, Andreasom Felderjem in Heinzom Kuttinom.
Dosežek je ponovil deset let kasneje na prvenstvu v Lahtiju. Polet teh dveh naslovov je osvojil še dve bronasti medalji, eno na prvenstvu v Trondheimu leta 1997, drugo pa v Ramsauu dve leti kasneje.
Na olimpijskih igrah v Lillehammerju leta 1994 je ekipno osvojil bronasto medaljo, dosežek je ponovil tudi na igrah v Naganu leta 1998. V Salt Lake Cityju leta 2002 je osvojil najboljšo posamično uvrstitev - 5. mesto na veliki skakalnici, ekipno pa je bil četrti.
Po slednjih igrah je zaključil kariero smučarja skakalca, postal je trener najprej doma, nato še na Poljskem. Od leta 2006 je pomočnik nemške B ekipe, posebej pa sodeluje tudi z Martinom Schmittom.

## Dosežki

### Zmage
Stefan Horngacher ima 2 zmagi za svetovni pokal:
| Sezona  | Država/Prizorišče |
| ------- | ----------------- |
| 1990/91 | Kulm              |
| 1999/00 | Zakopane          |